# Pelargonium somalense
Pelargonium somalense är en näveväxtart som beskrevs av Adrien René Franchet. Pelargonium somalense ingår i släktet pelargoner, och familjen näveväxter. Inga underarter finns listade i Catalogue of Life.